# Lee Dae-hyung
Lee Dae Hyung (né le 19 juillet 1983 à Boryeong en Corée du Sud) est un joueur coréen de baseball qui joue avec les KT Wiz de Suwon dans la ligue sud-coréenne de baseball.